# Anisocanthon sericinus
Anisocanthon sericinus là một loài bọ cánh cứng trong họ Bọ hung (Scarabaeidae).